# Copainalá
La città di Copainalá è a capo dell'omonimo comune, nello stato del Chiapas, Messico. Conta 6 529 abitanti secondo le stime del censimento del 2005 e le sue coordinate sono 17°05'N 93°12'W.

## Storia
Copainalá venne fondata nel XVI secolo dagli abitanti zoque che provenivano dalle frazioni disperse e che durante i primi anni della Colonia furono evangelizzati dai missionari domenicani.

Il 4 dicembre 1909 fu elevata alla categoria di Città, secondo il decreto del governatore Ramón Rabasa.

Dal 1983, in seguito alla divisione del Sistema de Planeación, è ubicata nella regione economica I: CENTRO.

## Toponimia
L'antica parola Koa-Painal-Lan significa "posto dove correvano i serpenti" dal náhuatl kohuatl, serpente; Painali, corridore e Lan, desinenza locativa che indica l'abbondanza.